# Catch 22 (gruppo musicale)
I Catch 22 sono un gruppo musicale ska punk, formatosi nel New Jersey nel 1996. La band è stata formata dal cantante e chitarrista Tomas Kalnoky, il trombettista Kevin Gunther e il batterista Chris Greer.. Il bassista Josh Ansley, il sassofonista Ryan Eldred e il trombonista Jamie Egan completano la formazione attuale.

## Storia del gruppo
Nel 1996 i Catch 22 pubblicano una demo auto-prodotta, chiamata Rules of the game, della quale riuscirono a vendere tutte e 2000 le copie e passarono i successivi due anni in un impegnativo tour. Nel 1997 la band firma per la Victory Records, e nel 1997 producono il loro primo album in studio: Keasbey Night. Poco dopo però Kalnoky decide di lasciare la band per continuare gli studi e perché riteneva troppo faticoso il tour della band. Kalnoky venne sostituito con Jeff Davidson e altri due componenti in più: Pat Calpin e Pat Kays.
Nel 1999 pubblicarono Washed Up! Alone in a Crowd. Nel 2000 la band assume Mike Soprano come trombonista. Nel 2001 Jeff Davidson e Soprano lasciano la band. Dopo una ricerca infruttuosa per dei sostituti, la band decise di continuare con la formazione dell'epoca senza nuovi componenti. La band nel 2003 pubblica il suo terzo album Dinosaur Sounds. Nel 2004 hanno pubblicato un album live, riguardante uno show tenuto presso il centro di Farmingdale, NY. Nel 2006 hanno pubblicato il loro quarto album, Permanent Revolution.

## Formazione

### Formazione attuale
- Pat Calpin - chitarra (già basso)
- Ryan Eldred - sassofono/voce
- Chris Greer - batteria
- Kevin Gunther - tromba/voce
- Pat "Mingus" Kays - basso
- Ian McKenzie - trombone

### Ex componenti
- Josh Ansley - basso
- Tomas Kalnoky - chitarra/voce
- Jamie Egan - trombone/flauto/cori
- Jeff Davidson - voce
- Mike Soprano - trombone

## Discografia
Album in studio
- 1998 - Keasbey Nights
- 2000 - Alone in a Crowd
- 2001 - Washed Up and Through the Ringer
- 2003 - Dinosaur Sounds
- 2006 - Permanent Revolution

Live
- 2004 - Live

EP
- 1996 - Rules of the Game
- 1999 - Washed Up!

Singoli
- 2006 - Party Song